# Aptostichus barackobamai
Espèce
Aptostichus barackobamai est une espèce d'araignées mygalomorphes de la famille des Euctenizidae.

## Distribution
Cette espèce est endémique de Californie aux États-Unis,. Elle se rencontre dans les comtés de Mendocino, de Napa, de Shasta, de Sutter et de Tehama.

## Étymologie
Selon l'auteur de la description, cette espèce est nommée en l'honneur de Barack Obama, pour être le premier président afro-américain des États-Unis et pour être un fan d'araignées notoire.

## Publication originale
- Bond, 2012 : Phylogenetic treatment and taxonomic revision of the trapdoor spider genus Aptostichus Simon (Araneae, Mygalomorphae, Euctenizidae). ZooKeys, no 252, p. 1-209 (texte intégral).